# 브리뇰레역
브리뇰레역 (Brignole)은 제노바 지하철의 역이다. 철도역인 제노바 브리뇰레 역과 환승되어 있다.

## 역사
2012년 12월 22일에 문을 열었으며, 지금까지 제노바 지하철의 시종착역 역할을 하고 있다.
역내에는 지하철 공사 도중 발굴 작업으로 빛을 보게 된 옛 흔적들이 보존되어 있다. 철기 시대의 성벽과 지금은 소실된 산타 마리아 델리 인크로차티 교회의 바닥 모자이크 등이다.